# 消防士 BRAVE FIRE FIGHTERS
『消防士 BRAVE FIRE FIGHTERS』（しょうぼうし ブレイブファイヤーファイターズ）は、1999年にセガがリリースした消防士による消火活動を題材とした大型筐体ゲームである。『セガ職業ゲームシリーズ』のひとつ。基板SEGAHIKARUを使用した第一弾タイトルでもある。

## ゲーム概要
プレイヤーは制限時間内に火災を鎮火しなければならない。放水ボタンを押すことで放水し、拡散スイッチを回すことで拡散放水が可能になるが水圧ゲージが少なくなると水の勢いが低下し、放水ができなくなる。制限時間が0になるとゲームオーバーとなる。
一部を除きシーン毎にボーナスタイムが存在し、0になる前に鎮火できればボーナスタイムとして制限時間が増加する。
早めに消火しないと火災が拡大する（カーテン、木材等）。

## ストーリー
午後7時15分、ホワイトヘッドホテルでテイラー市長のパーティーが行われていた。しかし配電盤からの漏電により、火災が発生。消防隊が出動し、午後7時33分、火災現場に突入する。ホテルにはまだ、テイラー市長が取り残されていた。かくして、火災の消火とテイラー市長の救出作戦がはじまった。

## 京都市市民防災センター設置版
本作は京都府京都市の施設京都市市民防災センターにも寄贈されており、消火体験シミュレーターとして設置されている。
通常版との変更点がいくつかあり、変更点はオープニングムービーの一部変更(登場する緊急車両が日本仕様になっている等)、テイラー市長の役職が社長になっている、字幕の追加、分岐がない、一部ステージのカット等がある